# Stowarzyszenie Harcerskie
Stowarzyszenie Harcerskie (SH) – polska organizacja harcerska. Formalnie obszarem jej działania jest Rzeczpospolita Polska. Faktycznie SH działa na Mazowszu – w Warszawie, Chotomowie i w Warce. W stolicy jest jedną z czterech największych organizacji harcerskich. Działa przy kilkunastu szkołach – na Śródmieściu, Mokotowie, Ochocie i Woli.

## Zasady działania
Stowarzyszenie jest otwarte i dostępne dla wszystkich młodych i dorosłych ludzi bez względu na pochodzenie, rasę, wyznanie i światopogląd. Jedynym warunkiem przynależności do organizacji jest chęć dążenia do harcerskiego ideału rozumianego jako chęć zmiany na lepsze siebie i otaczającego świata. Stowarzyszenie wychowuje tradycyjną metodą harcerską, opartą na wartościach zawartych w prawie i przyrzeczeniu harcerskim, służbie bliźnim i Polsce. Harcerski ideał wychowawczy stowarzyszenia określają oprócz prawa i przyrzeczenia, także obietnica i prawo zucha oraz zobowiązanie instruktorskie.
Odznakami organizacyjnymi SH są: dla harcerzy i instruktorów – tradycyjny krzyż harcerski, dla zuchów – tradycyjny znaczek zucha. Hymnem SH jest pierwsza zwrotka z refrenem pieśni Wszystko co nasze, Polsce oddamy.  

## Powstanie Stowarzyszenia
Stowarzyszenie Harcerskie powstało w 1995 z inicjatywy grupy warszawskich instruktorów dawnego Hufca ZHP Warszawa-Śródmieście, którzy wystąpili ze Związku Harcerstwa Polskiego po tym jak XXX Zjazd ZHP, w miejsce dwóch alternatywnych tekstów przyrzeczenia harcerskiego wprowadził jednolity tekst z deklaracją służby Bogu, Polsce i bliźnim.

## Struktura
Podstawowymi jednostkami organizacyjnymi SH są gromady zuchowe i drużyny harcerskie. Mogą łączyć się dobrowolnie w szczepy. Obecnie w SH funkcjonuje 5 szczepów i 2 tzw. środowiska, niespełniające formalnych wymogów istnienia szczepu.
Terenowymi jednostkami organizacyjnymi SH są hufce. Hufiec jest wspólnotą gromad, drużyn i innych jednostek organizacyjnych, nadzoruje i wspiera pracę drużyn, prowadzi kształcenie drużynowych i funkcyjnych oraz organizuje akcję letnią i zimową. Obecnie Stowarzyszenie Harcerskie składa się z dwóch hufców: 
- Hufiec Harcerek „Sad” im. Powstania Warszawskiego – zrzeszający wszystkie zuchny, harcerki i instruktorki SH
- Hufiec Harcerzy

W rocznicę upadku Powstania Warszawskiego, 2 października, obchodzone jest co roku Święto Hufca Harcerek.

## Władze
Władzami Stowarzyszenia Harcerskiego są: 
- zjazd SH – najwyższa władza organizacji,
- naczelnictwo SH – jest zarządem stowarzyszenia i stanowi najwyższą władzę stowarzyszenia między zjazdami,
- naczelnik SH,
- sąd harcerski SH,
- komisja rewizyjna SH.

Kadencja władz naczelnych trwa 2 lata, z wyjątkiem przedstawicieli hufców w komisji rewizyjnej. Kadencja władz hufca trwa co najwyżej 13 miesięcy.
Zarządem Stowarzyszenia Harcerskiego jest naczelnictwo, organem kontrolnym – komisja rewizyjna. Funkcję sądu koleżeńskiego pełni sąd harcerski, który dokonuje wykładni statutu SH i orzeka w sprawach dyscyplinarnych instruktorów SH.
Naczelnictwo Stowarzyszenia Harcerskiego
W skład naczelnictwa wchodzi naczelnik, kierujący pracami naczelnictwa, zastępca naczelnika, skarbnik, przedstawicielka instruktorek i przedstawiciel instruktorów, wybierani na zjeździe SH odpowiednio przez instruktorki i instruktorów posiadających czynne prawo wyborcze, oraz komendanci hufców wybrani przez rady hufców.
- naczelniczka – hm. Patrycja Rumińska-Zając
- skarbnik – hm. Tomasz Wolszczak
- przedstawicielka instruktorek – pwd. Aleksandra Kaniewska
- przedstawiciel instruktorów – pwd. Krzysztof Bobrowski
- komendantka hufca harcerek – phm. Anna Dmowska
- komendant hufca harcerzy – pwd. Wojciech Niemirski

Komisja rewizyjna
- hm. Anna Petroff-Skiba
- hm. Róża Rzeplińska
- phm. Paweł Rubach
- pwd. Adam Czasza
- pwd. Alicja Durka

Sąd harcerski
- hm. Piotr Płudowski
- hm. Barbara Kapturkiewicz
- hm. Elżbieta Miedzianowska

## Znani instruktorzy
- Bohdan Radkowski – reżyser
- Marcin Wojdat – socjolog, działacz społeczny, były sekretarz m.st. Warszawy, były prezes Polskiej Wytwórni Papierów Wartościowych
- Piotr Sułkowski – fizyk teoretyczny i matematyczny, profesor